# Amazonka mała
Amazonka mała (Amazona agilis) – gatunek ptaka z podrodziny papug neotropikalnych (Arinae) w rodzinie papugowatych (Psittacidae). Ptak ten występuje na Jamajce, według IUCN jest zagrożony wyginięciem.

## Zasięg występowania
Amazonka mała występuje endemicznie na Jamajce, na obszarze pomiędzy Cockpit Country w środkowo-zachodniej części wyspy po Mount Diablo na środkowym wschodzie, jak również na wschodnich stokach gór John Crow.

## Taksonomia
Gatunek po raz pierwszy zgodnie z zasadami nazewnictwa binominalnego opisał w 1758 szwedzki przyrodnik Karol Linneusz na podstawie tekstu „The Little Green Parrot” George’a Edwardsa z 1750 roku, w 10. wydaniu swojego dzieła Systema Naturae, nadając ptakowi nazwę Psittacus agilis. Jako miejsce typowe Linneusz wskazał Amerykę (łac. Habitat in America), ograniczone do Jamajki.
Takson ten tworzy część grupy siostrzanej z Wielkich Antyli, do której oprócz A. agilis należą amazonka białoczelna (A. albifrons), amazonka jamajska (A. collaria), amazonka kubańska (A. leucocephala), amazonka czarnoucha (A. ventralis) i amazonka niebieskoskrzydła (A. vittata). Gatunek monotypowy.

### Etymologia
Nazwa rodzajowa: francuska nazwa „Amazone” nadana różnym tropikalnym, amerykańskim papugom pochodzącym z lasów Amazonii przez francuskiego przyrodnika Georges’a-Louisa Leclerca w latach 1770–1783. Epitet gatunkowy: łac. agilis – zwinny, ruchliwy, od agere – być w ruchu.

## Morfologia
Długość ciała 28 cm; masa ciała 178 g. Upierzenie koloru zielonego, nieco bledsze na spodzie ciała i żółtozielone na pokrywach nadogonowych. Na czole często występują czerwone plamki, krawędzie piór na karku ciemne, nadając im lekki łuskowaty wygląd. Pokrywy I rzędu czerwone, lotki I rzędu stonowano niebieskawe, ciemniejsze na końcach, lotki II rzędu zielone, na obwodzie ciemnoniebieskie. Ogon zielony, zewnętrzne pióra czerwone u podstawy, z błękitnym odcieniem. U samicy lotki I rzędu są bardziej zielone. U młodych ptaków wszystkie lotki i pokrywy I rzędu są zielone.

## Ekologia
Amazonka mała odzywa się różnorodnym połączeniem pisków i krzyków, w większości z bardzo nosowymi tonami.
Amazonka mała jest raczej ptakiem osiadłym, migracje występują tylko w razie niedostępności pożywienia. Papuga ta zamieszkuje przede wszystkim wilgotne lasy wapienne i skraje tych lasów, głównie na wysokości od 100 do 1600 m n.p.m. Widywana podczas żerowania także na terenach uprawnych i na plantacjach przylegających do lasu.
W skład diety amazonki małej wchodzą owoce, nasiona, orzechy, jagody, kwiaty i pąki liści, roślin takich jak Cecropia, figowiec (Ficus), flaszowiec (Annona), Nectandra, kalanchoe (Kalanchoe), Pithecellobium, Melia i bligia (Blighia); spożywają także owoce papai, mango, ogórków melonów i kukurydzy. Pożywienie zdobywają w parach, wysoko w koronach drzew.
Lęgi przypadają na okres od marca do maja. Gniazdo co najmniej 18 m nad ziemią w wydrążonych konarach lub dziurach w drzewie; czasami korzystają ze starych dziupli dzięciura białolicego (Melanerpes radiolatus). Samica składa 2–4 jaja, z których zwykle tylko wychowują się dwa młode. Zaobserwowano, że w niewoli samica wysiadywała jaja przez okres 28 dni. Pisklę przebywa w gnieździe przez okres około 8 tygodni.

## Status zagrożenia i ochrona
W Czerwonej księdze gatunków zagrożonych Międzynarodowej Unii Ochrony Przyrody (IUCN) amazonka mała od 2020 roku jest zaliczana do kategorii EN (ang. Endangered – gatunek zagrożony). Wcześniej, od 1994 roku uznawana była za gatunek narażony – VU (ang. Vulnerable). Ptak o ograniczonym zasięgu, globalną populację szacuje się na 10 000–19 999 osobników (w zaokrągleniu daje to liczbę 6000–15 000 dorosłych osobników). Potrzebne są dalsze badania, aby uzyskać dokładną liczbę. Dane sugerują spadek o co najmniej 50%, który może nastąpić w ciągu najbliższych 40–50 lat w wyniku zniszczenia siedlisk ptaków z powodu przyznania trzech koncesji dla przedsiębiorstw górniczych, z których dwie zostały niedawno przyznane. Jednak nie jest pewne, czy trzecia z koncesji zostanie przyznana, i w takim razie przewiduje się spadek o 30–49% w ciągu najbliższych 37 lat (trzy pokolenia). Drapieżnictwo ze strony boa jamajskiego (Epicrates subflavus) jest istotnym czynnikiem ograniczającym sukces lęgowy. Nie ma dowodów, że kłusownictwo ma duży wpływ ma populację tego ptaka. Istnieje ryzyko hybrydyzacji z innymi gatunkami z rodzaju Amazona importowanymi na wyspę.